# Hospital Regional de Bacabal
O Hospital Regional de Bacabal Drª Laura Vasconcelos é um hospital público estadual localizado na cidade de Bacabal, no Maranhão.

## Histórico
Foi inaugurado em 2016, atendendo cerca de 11 municípios, da região central do estado, com uma população estimada em 267.842 mil pessoas. Buscou atender a uma antiga demanda de descentralização da saúde, para diminuir o deslocamento de pacientes do interior para a capital do estado.

## Estrutura
O Hospital reúne serviços de alto complexidade e de urgência e emergência, o hospital tem como especialidades as clínicas médica, cirúrgica e ortopédica. Conta com um total de 65 leitos para cirurgia geral, ortopédica-traumatológica, clínica geral, estabilização, observação e Unidade de Tratamento Intensivo (UTI). 